# Hemiphaga
Hemiphaga är ett fågelsläkte i familjen duvor inom ordningen duvfåglar: Släktet omfattar två arter med utbredning i Nya Zeeland och på Chathamöarna:
- Nyazeelandduva (H. novaeseelandiae)
- Chathamduva (H. chathamensis)